# Inabe
Inabe (japanska: いなべ市?, Inabe-shi) är en stad i Mie prefektur i Japan. Staden bildades 2003 genom sammanslagning av kommunerna Daian, Fujiwara och Hokusei.